# 西波科莫克 (馬里蘭州)
西波科莫克（英語：West Pocomoke）是位於美國馬里蘭州薩默塞特縣的一個普查規定居民點。

## 人口
根據2020年美國人口普查的數據，西波科莫克的面積為24.90平方千米，當中陸地面積為24.36平方千米，而水域面積為0.54平方千米。當地共有人口481人，而人口密度為每平方千米19.32人。